# Joaquim Llach
Joaquim Llach Ramisa es un ex ciclista profesional español. Nació en Olot (provincia de Gerona) el 28 de enero de 1964. Fue profesional entre 1987 y 1992 ininterrumpidamente.
No consiguió victorias como profesional, pero es digno de destacar sus actuaciones en el criterium Trofeo Joan Solert, que se celebraba anualmente en Manlleu, donde se impuso una vez y subió al pódium en otras tres ocasiones.

## Palmarés
- No consiguió victorias como profesional.

## Equipos
- Kelme (1987-1988)
- Helios CR (1989)
- Tulip Computers (1990)
- Artiach-Royal (1991-1992)